# Bilhana
Bilhaṇa (sanscrito: बिल्हण) (XII° sec – XI° sec) è stato un poeta pakistano della regione del Kashmir. Il poeta fu attivo alla corte di Vikramāditya VI Tribhuvanamalla (1076-1127), sovrano della dinastia Cālukya che all'epoca regnava sul Deccan.
Le uniche informazioni sulla biografia di Bilhaṇa si ricavano dal suo stesso poema Vikramānkadevacarita, dov'è contenuta una sommaria autobiografia dell’autore, e riguardano esclusivamente il viaggio, durato oltre dieci anni, che dal natio Kashmir lo portò alla corte di Vikramāditya a Kalyāna (nel Karnataka).

## Vikramānkadevacarita
Il Vikramānkadevacarita, ovvero <<Le gesta di sua maestà Vikramānka>>, fu l'ultimo libro scritto dall'autore. Il poema  è dedicato a Vikramāditya e parla della storia della dinastia deccanese dei Chalukya dalle sue origini, delle nozze con la principessa Candralekhā e delle vittorie contro i fratelli ribelli e i regni confinanti. 

## Caurīsuratapañcāśikā
L'attribuzione del poema d'amore Caurīsuratapañcāśikā al poeta Bilhaṇa ha qualche probabilità di cogliere nel segno, nonostante le stanze del poema siano anonime. L'opera appare nei manoscritti con titoli diversi: tra i più frequenti figurano Caurasuratapañcāśikā, Caurapañcāśikā, Corapañcāśat, Caurīsuratapañcāśikā, che significano tutti <<La cinquantina [cinquanta stanze] dell'amor furtivo>> oppure <<... del ladro>>. Il poema si compone di 50 strofe isolate, la maggior parte delle quali scandite dall'apertura e dalla fine identica: <<Oggi ancora... ricordo>>. La raccolta è conservata in tre recensioni, cioè in tre rami principali omogenei della tradizione manoscritta.  
Quanto alle relazioni oggettive fra strofe e leggenda, quest'ultima figura quasi esclusivamente in manoscritti appartenenti alla recensione II, dove l'opera complessiva che ne risulta prende il nome di Bilhaṇakāvya, <<Il poema di Bilhaṇa>>, o di Bilhaṇacarita, <<Le gesta di Bilhaṇa>>, mentre i nomi propri del sovrano e della principessa, protagonisti con il poeta della vicenda, differiscono da manoscritto a manoscritto, come pure la collocazione della corte dove la vicenda è ambientata.  
Secondo la leggenda, Bilhaṇa, o chi compose Le stanze dell'amor furtivo, stava per morire: era un maestro di letteratura che il re condannò a morte scoprendo i suoi amori con la figlia, affidatagli per l'istruzione. Quando il boia si accinse a levare la scure, il condannato domandò come ultima grazia che gli venisse concesso del breve tempo per la poesia, e così improvvisò cinquanta strofe dove il ricordo delle gioie condivise con l'amata ormai passate e divenute impossibili rivivesse d'incanto.  
Secondo un'altra versione della leggenda, il brahmano Bilhana fu gettato in prigione quando il re Madanabhirama scoprì della relazione amorosa segreta con sua figlia, la principessa Yaminipurnatilaka. Mentre il carcerato era in attesa del giudizio scrisse il Caurīsuratapañcāśikā, non sapendo se sarebbe stato mandato in esilio o a morire sulla forca. 
Non si sa quale fu il destino dell'autore, ma il suo poema venne trasmesso oralmente in India. Ci sono giunte diverse versioni della leggenda legata all'opera, tra cui quelle a lieto fine dell'India del Sud; mentre la versione Kashmira non specifica quale sia stato l'esito della storia. 
Il Caurīsuratapañcāśikā venne tradotto per la prima volta in una lingua europea (il francese) nel 1848. Successivamente fu tradotto diverse altre volte. Notevoli traduzioni sono quelle di Sir Edwin Arnold (Londra, 1896) ed Edward Powys Mathers (Oxford, 1919) intitolato Black Marigolds. Quest'ultima versione è stata citata estensivamente da John Steinbeck in Cannery Row.